# Longetia buxoides
Longetia buxoides là một loài thực vật có hoa trong họ Picrodendraceae. Loài này được Baill. mô tả khoa học đầu tiên năm 1862.